# Kut troglophilus
Espèce
Synonymes
- Harpactocrates troglophilus Brignoli, 1978

Kut troglophilus est une espèce d'araignées aranéomorphes de la famille des Dysderidae.

## Distribution
Cette espèce est endémique de Turquie. Elle se rencontre dans des grottes dans les provinces d'Isparta et de Konya.

## Description
Le mâle holotype mesure 9,67 mm

## Publication originale
- Brignoli, 1978 : Ragni di Turchia IV. Leptonetidae, Dysderidae ed Agelenidae nuovi o interessanti di grotte della Turchia meridionale (Araneae). Quaderni di Speleologia, Circolo Speleologico Romano, vol. 3, p. 37-54.